# Diomira Magni
Diomira Magni (Roma, 1868 – Reggio nell'Emilia, 1958) è stata una circense e cavallerizza italiana.

## Biografia
Diomira Magni nacque in una famiglia di saltimbanchi, nella quale il padre Gioacchino guidava una troupe di cavallerizzi e la madre Amalia Piatti era equilibrista al trapezio.
Diomira Magni esordì all'età di nove anni al Cirque d'hiver, ottenendo successi per la agilità ed eleganza.
Diventò celebre grazie al fatto di essere stata la prima cavallerizza italiana ad effettuare il salto mortale sul cavallo in piena corsa, già all'età di quindici anni.
Dal 1892 diresse un proprio circo, assieme ai fratelli Ercole ed Elvira, con il quale eseguì fortunate ed applaudite tournée in tutta Europa, in Egitto e in Turchia.